# Роберт Шредер
Роберт Шредер (нім. Robert Schröder;14 вересня 1985, Ганновер) — німецький футбольний арбітр. Він є членом SG Blaues Wunder Hannover. С сезону 2018/19 судить матчі в Бундесліги. Арбітр ФІФА та УЄФА з 2023 року
Шредер народився в Ганновері, навчався в IGS List та IGS Roderbruch Hanover, де отримав атестат зрілості. Він навчався на адміністратора спортивного бізнесу і зараз працює в технічній підтримці в Німецькому футбольному союзі в Ганновері.

## Суддівська кар'єра
Шредер суддя футбольного клубу SG Blaues Wunder Ганновер у Футбольній асоціації Нижньої Саксонії. Він є арбітром НФС з 2013 року. Своє перше професійне призначення він отримав у сезоні 2013/14 у 3-й футбольній лізі, першим матчем, який він відсудив у цьому дивізіоні, був матч між СК «Ян Регенсбург» та «Хемніцер» 17 серпня 2013 року. 14 серпня 2015 року він дебютував у другому дивізіоні Бундеслізі в грі «Падерборн 07» проти «Зандгаузен». У сезоні 2015/16 Шредер вперше судив у Кубку Німеченни. Він судив матч між Ерцгебірге Ауе та Гройтер Фюрт у 1-му основному раунді 8 серпня 2015 року.
29 травня 2018 року НФС оголосив, що Шредер, як і Даніель Шлагер, також судитиме матчі в Бундеслізі з сезону 2018/19. Шредер дебютував у Бундеслізі 26 вересня 2018 року в матчі «РБ Лейпциг» проти «Штутгарта» 2–0.
Він судив Суперкубок Німеченни у 2022 році. «РБ Лейпциг» грав проти «Баварія».
Як член відповідальної робочої групи НФС, Шредер брав участь у концепції та розробці нового судді-спостерігача, який використовується по всій країні з сезону 2022/23.
У єврокубках дебютував 3 серпня 2023 року під час матчу між «Дебрецен» та «Алашкерт» у другому попередньому раунді Ліги Європи УЄФА. Матч завершився з рахунком 3–1, а Шредер показав вісім жовтих карток та одну червону.
Свій перший міжнародний матч на рівні збірних він відсудив 13 жовтня 2023 року, коли Естонія програла Азербайджану з рахунком 0–2 завдяки голам Турала Байрамова та Раміля Шейдаєва. Під час цієї гри Шредер показав чотири жовті картки.